# Akanigui
Les Akanigui (ou Kanigui ou Bakanigui) sont un peuple du Gabon qui vit dans le Haut-Ogooué au nord-ouest de Franceville et à l'est de l'Ogooué.
Ils parlent une langue bantoue, le kaningi ou akaniki considéré comme un sous-groupe linguistique Ndumu (peuple) dont le nombre de locuteurs était estimé à 6 000 en 1990.
Le peuple Bakaningui est originaire de la province du Haut-Ogooué, on les retrouve dans plusieurs localités de la province notamment dans la ville de Franceville, ils résident dans les quartiers Dialogue, Mbaya...Et ils sont aussi présent dans plusieurs villages tels que Mbouma, Motobo 1, Okoloville, Yama, ....